# Монеты болгарского лева

## Первый лев, 1881—1952

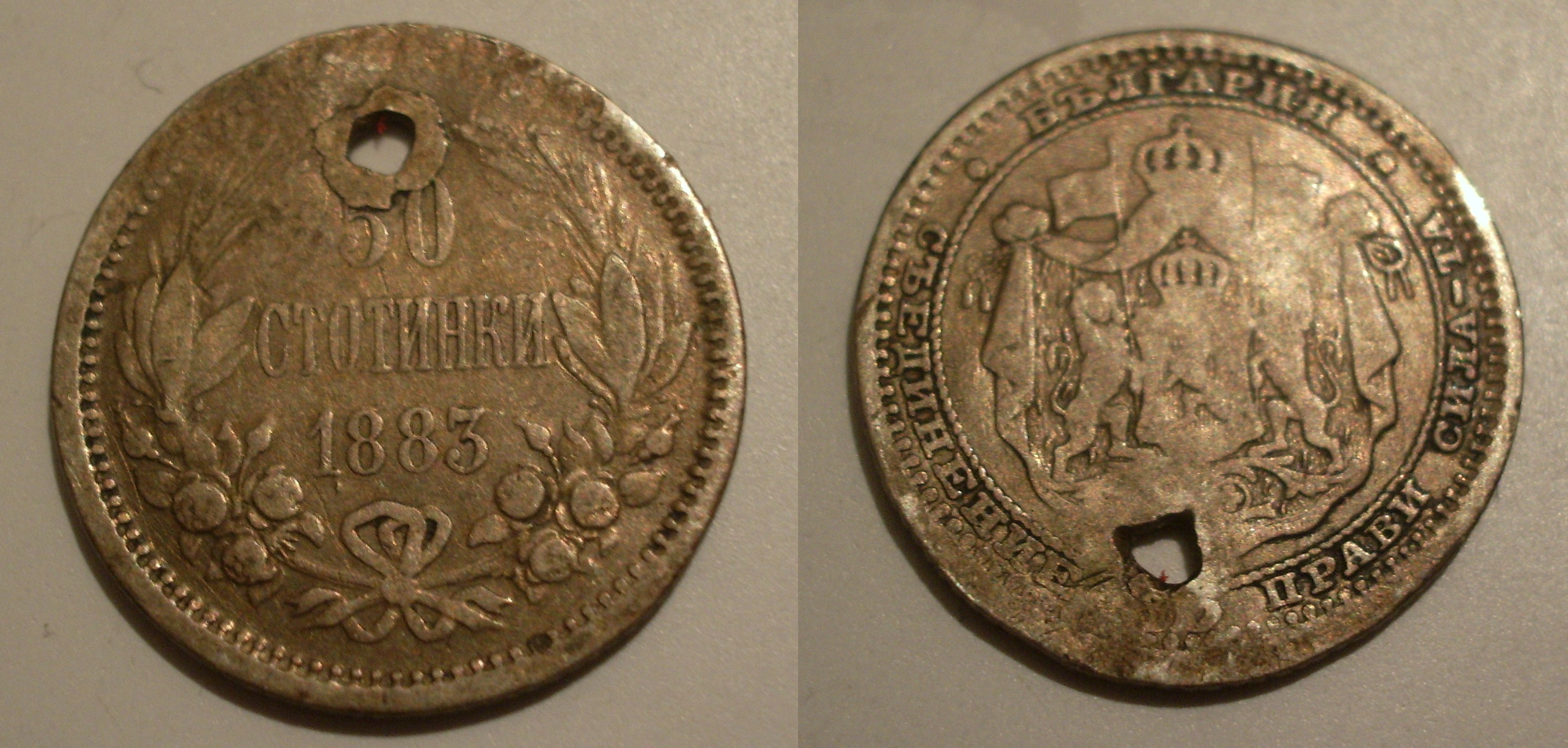
50 стотинок 1883

Первые монеты на территории современной Болгарии начали чеканить в период Второго болгарского царства или, возможно, даже Первого болгарского царства. Монеты, номинированные в левах и стотинках, начали чеканить в Болгарском княжестве.
Между 1881 и 1884 годами были выпущены бронзовые монеты 2, 5 и 10 стотинок, а также серебряные 50 стотинок, 1, 2 и 5 левов. Затем, в 1888 году выпущены медно-никелевые 2 ½, 5, 10 и 20 стотинок. Золотые 10, 20 и 100 левов были выпущены в 1894 году. Бронзовая 1 стотинка была введена в 1901 году.
Первые серебряные монеты Болгарского княжества чаканились в Российской империи, на Санкт-Петербургском монетном дворе. Первые бронзовые монеты чеканились в Бирмингеме, а первые медно-никелевые — в Брюсселе.
Производство серебряных монет прекратилось в 1916 году. В 1917 вместо медно-никелевых монет в 5, 10 и 20 стотинок начата чеканка цинковых. В 1923 году были введены алюминиевые монеты в 1 и 2 лева, а в 1925 году они были заменены на медно-никелевые. В 1930 году были введены медно-никелевые 5 и 10 левов и серебряные 20, 50 и 100 левов, которые выпускались до 1937 года. В 1937 году были выпущены 50 стотинок из алюминиевой бронзы.
В 1940 году введены медно-никелевые 20 и 50 левов, а затем, в 1941 году, железные 1, 2, 5 и 10 левов. В 1943 году выпущены медно-никелевые 5, 10 и 50 левов — последние монеты первого лева.
| Номинал     | Металл               | Диаметр (мм) Вес (г) Толщина (мм) | Годы чеканки | Подробное описание | Изображение |
| ----------- | -------------------- | --------------------------------- | ------------ | --- | ----------- |
| 50 стотинок | Al-Cu                | 18,20 мм 2,10 г 1,20 мм           | 1937         | Аверс — герб Болгарии; («БЪЛГАРИЯ ВЪ ЕДИНЕНИЕТО Е СИЛАТА»). Реверс — номинал «50/СТОТИНКИ» и год чеканки в обрамлении венка. Гурт — гладкий |             |
| 1 лев       | Al-Zn-Cu             | 23,20 мм 1,52 г                   | 1923         | |             |
| 1 лев       | Cu-Ni                | 19,95 мм 3,00 г 1,20 мм           | 1925         | Аверс — герб Болгарии в линейном круге; («БЪЛГАРИЯ СЪЕДИНЕНИЕТО ПРАВИ СИЛАТА»); по кругу бусовый ободок. Реверс — номинал «1/ЛЕВЪ» и год чеканки в обрамлении венка; по кругу бусовый ободок. Гурт — рифленый                                         |             |
| 1 лев       | Fe                   |                                   | 1941         | |             |
| 2 лева      | Al-Zn-Cu             | 27,00 мм 2,50 г                   | 1923         | |             |
| 2 лева      | Cu-Ni                | 22,95 мм 4,97 г                   | 1925         | Аверс — герб Болгарии в линейном круге; («БЪЛГАРИЯ СЪЕДИНЕНИЕТО ПРАВИ СИЛАТА»); по кругу бусовый ободок. Реверс — номинал «2/ЛЕВА» и год чеканки в обрамлении венка; по кругу бусовый ободок. Гурт — рифлёный                                         |             |
| 2 лева      | Fe                   | 23,00 мм 4,48 г                   | 1941         | |             |
| 2 лева      | Fe                   | 23,20 мм 5,10 г                   | 1943         | |             |
| 5 левов     | Cu-Ni                | 26,13 мм 7,75 г                   | 1930         | |             |
| 5 левов     | Fe                   | 26,00 мм 8,00 г                   | 1941         | |             |
| 5 левов     | никелированная сталь | 26,00 мм                          | 1943         | |             |
| 10 левов    | Cu-Ni                | 30,00 мм 11,00 г 2,00 мм          | 1930         | |             |
| 10 левов    | Fe                   | 30,00 мм 12,00 г                  | 1941         | |             |
| 10 левов    | никелированная сталь | 30,00 мм 10,67 г 2,30 мм          | 1943         | |             |
| 20 левов    | Ag [.500]            | 21,00 мм 4,00 г 1,50 мм           | 1930         | |             |
| 20 левов    | Cu-Ni                | 21,00 мм 4,00 г 1,70 мм           | 1940         | Аверс — царь Борис III влево, ниже знаки «•L•BERAN» и «A»; слева «БОРИСЪ III», справа «ЦАРЬнаБЪЛГАРИТѢ»; по кругу бусовый ободок. Реверс — номинал «20/ЛЕВА» и год чеканки в обрамлении венка; по кругу бусовый ободок. Гурт - «БОЖЕ ПАЗИ БЪЛГАРИЯ *» |             |
| 50 левов    | Ag [.500]            | 27,00 мм 10,00 г 2,10 мм          | 1930         | |             |
| 50 левов    | Ag [.500]            | 27,00 мм 10,00 г 2,10 мм          | 1934         | |             |
| 50 левов    | Cu-Ni                | 27,00 мм 10,00 г 2,20 мм          | 1940         | Аверс — царь Борис III влево, ниже знаки «•L•BERAN» и «A»; слева «БОРИСЪ III», справа «ЦАРЬнаБЪЛГАРИТѢ»; по кругу бусовый ободок. Реверс — номинал «50/ЛЕВА» и год чеканки в обрамлении венка; по кругу бусовый ободок. Гурт - «БОЖЕ ПАЗИ БЪЛГАРИЯ *» |             |
| 50 левов    | Fe, покрытие Cu-Ni   | 27,00 мм 9,87 г                   | 1943         | |             |
| 100 левов   | Ag [.500]            | 34,00 мм 20,00 г 2,75 мм          | 1930         | |             |
| 100 левов   | Ag [.500]            | 34,00 мм 20,00 г 2,82 мм          | 1934, 1937   | |             |

## Второй лев, 1952—1962
В ходе денежной реформы 1952 года были введены монеты образца 1951 года в 1, 3, 5 из латуни, 10 и 25 стотинок медно-никелевые.
Затем были выпущены медно-никелевые 20 стотинок 1952 года, 50 стотинок 1959 года и 1 лев 1960 года.
В 1951 году монеты начали чеканить в СССР на Ленинградском монетном дворе. После открытия в 1952 году в Софии собственного монетного двора чеканку перенесли туда. Начиная с 1952 года все болгарские монеты чеканятся на Софийском монетном дворе.
| Номинал     | Металл         | Диаметр (мм) Вес (г) Толщина (мм) | Годы чеканки | Изображение |
| ----------- | -------------- | --------------------------------- | ------------ | ----------- |
| 1 стотинка  | Cu-Zn (латунь) | 15,20 мм 1,00 г 0,85 мм           | 1951         |             |
| 3 стотинки  | Cu-Zn (латунь) | 19,80 мм 2,40 г 1,1 мм            | 1951         |             |
| 5 стотинок  | Cu-Zn (латунь) | 22,00 мм 3,10 г                   | 1951         |             |
| 10 стотинок | Cu-Ni          | 16,59 мм 1,80 г                   | 1951         |             |
| 20 стотинок | Cu-Ni          | 21,17 мм 3,03 г 1,14 мм           | 1952, 1954   |             |
| 25 стотинок | Cu-Ni          | 22,00 мм 3,30 г                   | 1951         |             |
| 50 стотинок | Cu-Ni          | 22,62 мм 4,04 г                   | 1959         |             |
| 1 лев       | Cu-Ni          | 25,00 мм 5,10 г                   | 1960         |             |

## Третий лев, 1962—1999

#### Народная Республика Болгария (до 1990)
В 1962 году были введены в обращение монеты из бронзового сплава 1, 2 и 5 стотинок и медно-никелевые 10, 20 и 50 стотинок и 1 лев с композицией реверса, сходной с советскими монетами образца 1961 года.

##### Серия монет 1962 года
| Номинал     | Металл          | Диаметр (мм) Вес (г) Толщина (мм) | Годы чеканки | Изображение |
| ----------- | --------------- | --------------------------------- | ------------ | ----------- |
| 1 стотинка  | бронзовый сплав | 15,20 мм 1,00 г 0,90 мм           | 1962, 1970   |             |
| 2 стотинки  | бронзовый сплав | 18,10 мм 2,00 г 1,1 мм            | 1962         |             |
| 5 стотинок  | бронзовый сплав | 22,00 мм 3,00 г 1,2 мм            | 1962         |             |
| 10 стотинок | Cu-Ni           | 17,20 мм 1,65 г 1,1 мм            | 1962         |             |
| 20 стотинок | Cu-Ni           | 21,20 мм 2,85 г 1,14 мм           | 1962         |             |
| 50 стотинок | Cu-Ni           | 23,00 мм 4,10 г 1,35 мм           | 1962         |             |
| 1 лев       | Cu-Ni           | 25,10 мм 4,70 г 1,4 мм            | 1962         |             |

##### Серия монет 1974 года
| Номинал     | Металл          | Диаметр (мм), вес (г), тощина (мм) | Годы чеканки                | Подробное описание | Изображение |
| ----------- | --------------- | ---------------------------------- | --------------------------- | --- | ----------- |
| 1 стотинка  | бронзовый сплав | 15,20 мм 1,00 г 0,90 мм            | 1974, 1979—1981, 1988—1990  | Аверс — герб Болгарии в линейном круге, на гербе дата «681 — 1944», («НАРОДНА РЕПУБЛИКА БЪЛГАРИЯ»), по кругу бусовый ободок. Реверс — номинал и год чеканки «1/СТОТИНКА», в обрамлении колосьев пшеницы, по кругу бусовый ободок. Гурт — рифленый                                                                          |             |
| 2 стотинки  | бронзовый сплав | 18,10 мм 2,00 г 1,10 мм            | 1974, 1979—1981, 1988—1990  | Аверс — герб Болгарии в линейном круге, на гербе дата «681 — 1944», («НАРОДНА РЕПУБЛИКА БЪЛГАРИЯ»), по кругу бусовый ободок. Реверс — номинал и год чеканки «2/СТОТИНКИ», в обрамлении колосьев пшеницы, по кругу бусовый ободок. Гурт — рифленый                                                                          |             |
| 5 стотинок  | бронзовый сплав | 22,35 мм 3,10 г 1,10 мм            | 1974, 1979, 1980, 1988—1990 | Аверс — герб Болгарии в линейном круге, на гербе дата «681 — 1944», («НАРОДНА РЕПУБЛИКА БЪЛГАРИЯ»), по кругу бусовый ободок. Реверс — номинал и год чеканки «5/СТОТИНКИ», в обрамлении колосьев пшеницы, по кругу бусовый ободок. Гурт — рифленый                                                                          |             |
| 10 стотинок | Cu-Ni           | 17,20 мм 1,58 г 1,10 мм            | 1974, 1979, 1980, 1988—1990 | Аверс — герб Болгарии в линейном круге, на гербе дата «681 — 1944», («НАРОДНА РЕПУБЛИКА БЪЛГАРИЯ»), по кругу бусовый ободок. Реверс — номинал и год чеканки «10/СТОТИНКИ», в обрамлении колосьев пшеницы, по кругу бусовый ободок. Гурт — рифленый                                                                         |             |
| 20 стотинок | Cu-Ni           | 21,20 мм 3,10 г 1,12 мм            | 1974, 1979, 1980, 1988—1990 | Аверс — герб Болгарии в линейном круге, на гербе дата «681 — 1944», («НАРОДНА РЕПУБЛИКА БЪЛГАРИЯ»), по кругу бусовый ободок. Реверс — номинал и год чеканки «20/СТОТИНКИ», в обрамлении колосьев пшеницы, по кругу бусовый ободок. Гурт — рифленый                                                                         |             |
| 50 стотинок | Cu-Ni           | 23,30 мм 4,21 г 1,50 мм            | 1974, 1979, 1980, 1988—1990 | Аверс — герб Болгарии в линейном круге, на гербе дата «681 — 1944», («НАРОДНА РЕПУБЛИКА БЪЛГАРИЯ»), по кругу бусовый ободок. Реверс — номинал и год чеканки «50/СТОТИНКИ», в обрамлении колосьев пшеницы, по кругу бусовый ободок. Гурт — рифленый                                                                         |             |
| 50 стотинок | Cu-Ni           | 23,30 мм 4,10 г 1,49 мм            | 1977                        | Универсиада Аверс — герб Болгарии на гербе дата «681 — 1944», ниже номинал и год чеканки «50/СТОТИНКИ/1977». Реверс — справа бегун с олимпийским огнём; слева «УНИВЕРСИАДА/СОФИЯ/1977». Гурт — рифленый |             |
| 1 лев       | Cu-Ni           | 25,20 мм 4,10 г 1,40 мм            | 1979, 1980, 1988—1990       | Аверс — герб Болгарии в линейном круге, на гербе дата «681 — 1944», («НАРОДНА РЕПУБЛИКА БЪЛГАРИЯ»), по кругу бусовый ободок. Реверс — номинал и год чеканки «1/ЛЕВ», в обрамлении колосьев пшеницы, по кругу бусовый ободок. Гурт — рифленый                                                                               |             |
| 1 лев       | Cu-Ni           | 27,00 мм 8,00 г 1,70 мм            | 1969                        | 25 лет социалистической революции Аверс — название государства («НАРОДНА РЕПУБЛИКА БЪЛГАРИЯ»), номинал и год чеканки «1/ЛЕВ/1969» в обрамлении колосьев пшеницы. Реверс — в центре два бойца-партизана; надпись по кругу «25 ГОДИНИ СОЦИАЛИСТИЧЕСКА РЕВОЛЮЦИЯ», слева — «9 IX 1944», справа — «9 IX 1969». Гурт — рубчатый |             |

С периодичностью в несколько лет до 1990 года продолжалась дочеканка монет этого образца, причем в 1981 году была выпущена серия монет «Хиляда и триста години България» (1300 лет Болгарии) с изменённой круговой надписью вокруг герба и стандартным реверсом.
В 1960—1980 годах мелкие разменные монеты были внешне похожи на советские копейки (1, 2, 10 и 20 стотинок — на 1, 2, 10 и 20 копеек, 5 стотинок — на 3 копейки), хотя их масса не была идентичной. Болгарские монеты охотно «принимали» таксофоны и автоматы по продаже газированной воды, их можно было разменять в автоматах метрополитена, ими нередко можно было получить на сдачу в магазинах, попадались они даже в банковских упаковках. Обменный курс болгарского лева к рублю поддерживался на уровне 1:1, однако в 1991 году от паритета было решено отказаться.

#### Республика Болгария (с 1990 года)

##### Серия монет 1992 и 1997 гг
В 1992 году были введены новые монеты в 10, 20 и 50 стотинок, 1, 2, 5 и 10 левов.
Все были изготовлены из никелево-латунного сплава, за исключением медно-никелевых 10 левов.
В 1997 году были введены латунные 10, 20 и 50 левов.
| Номинал     | Металл                | Диаметр, мм | Год выпуска | Изображение |
| ----------- | --------------------- | ----------- | ----------- | ----------- |
| 10 стотинок | Cu-Ni-Zn (Ni- латунь) | 17,2        | 1992        |             |
| 20 стотинок | Cu-Ni-Zn (Ni- латунь) | 19          | 1992        |             |
| 50 стотинок | Cu-Ni-Zn (Ni- латунь) | 21          | 1992        |             |
| 1 лев       | Cu-Ni-Zn (Ni- латунь) |             | 1992        |             |
| 2 лева      | Cu-Ni-Zn (Ni- латунь) | 25,1        | 1992        |             |
| 5 левов     | Cu-Ni-Zn (Ni- латунь) | 27          | 1992        |             |
| 10 левов    | Cu-Ni                 | 30          | 1992        |             |
| 10 левов    | Cu-Zn (латунь)        | 15,5        | 1997        |             |
| 20 левов    | Cu-Zn (латунь)        | 18          | 1997        |             |
| 50 левов    | Cu-Zn (латунь)        | 19          | 1997        |             |

## Четвёртый лев, с 1999 года по сегодняшний день
В 1999 году введены монеты достоинством в 1, 2, 5, 10, 20 и 50 стотинок. Монеты в 1, 2 и 5 стотинок в 1999 году изготавливались из алюминиевой бронзы, с 2000 года — изготавливаются из латунной хромированной стали. Монеты в 10, 20 и 50 стотинок — медно-никелевые, на всех аверсах изображён Мадарский всадник.
В 2002 году введена монета достоинством 1 лев, с 1 января 2016 года полностью заменившая выведенную из оборота банкноту образца 1999 года того же достоинства. Монета — биметаллическая, на аверсе — изображение Иоанна Рыльского.
В 2015 году введена монета достоинством 2 лева, постепенно заменяющая в обороте банкноту образца 1999 (2005) года того же достоинства. Монета — биметаллическая, на аверсе — изображение Паисия Хилендарского.
| Номинал | Диаметр, мм | Масса, г | Гурт                                   | Металл                                                     | Год чеканки | Изображение лицевой стороны | Изображение оборотной стороны |
| --- | ----------- | -------- | -------------------------------------- | ---------------------------------------------------------- | ----------- | --------------------------- | ----------------------------- |
| 1 | 16          | 1,8      | гладкий                                | Cu-Al-Ni                                                   | 1999        |                             |                               |
| 1 | 16          | 1,8      | гладкий                                | Сталь с гальваническим покрытием                           | 2000, 2002  |                             |                               |
| 2 | 18          | 2,5      | гладкий                                | Cu-Al-Ni                                                   | 1999        |                             |                               |
| 2 | 18          | 2,5      | гладкий                                | Сталь с гальваническим покрытием                           | 2000, 2002  |                             |                               |
| 5 | 22          | 3,5      | гладкий                                | Cu-Al-Ni                                                   | 1999        |                             |                               |
| 5 | 22          | 3,5      | гладкий                                | Сталь с гальваническим покрытием                           | 2000, 2002  |                             |                               |
| 10 | 18,5        | 3,0      | рубчатый                               | Cu-Ni-Zn                                                   | 1999, 2002  |                             |                               |
| 20 | 20,5        | 4,0      | рубчатый                               | Cu-Ni-Zn                                                   | 1999, 2002  |                             |                               |
| 50 | 22,5        | 4,9      | рубчатый                               | Cu-Ni-Zn                                                   | 1999, 2002  |                             |                               |
| Аверс. Мадарский всадник, поражающий льва; сверху по дуге — надпись заглавными буквами «БЪЛГАРИЯ»                                                     |             |          |                                        |                                                            |             |                             |                               |
| Реверс. Номинальная стоимость, ниже — год чеканки, внизу по дуге надпись заглавными буквами «СТОТИНКИ», вверху по дуге — 12 звезд Европейского союза. |             |          |                                        |                                                            |             |                             |                               |
| 1 лев | 24,5        | 7        | секторальное рифление                  | Биметалл: кольцо — Cu-Zn-Ni, центр — медно-никелевый сплав | 2002        |                             |                               |
| Аверс. Изображение Св. Ивана Рильского. Надписи по кругу: вверху «СВ. ИВАН РИЛСКИ», внизу — «БЪЛГАРИЯ»                                                |             |          |                                        |                                                            |             |                             |                               |
| Реверс. Цифра «1», внизу по дуге надпись заглавными буквами «ЛЕВ», ниже правее — год чеканки                                                          |             |          |                                        |                                                            |             |                             |                               |
| 2 лева | 26,5        | 9        | Попеременно рифлёные и гладкие сектора | Биметалл: кольцо — Cu-Zn-Ni, центр — медно-никелевый сплав | 2015        |                             |                               |
| Аверс. Изображение Паисия Хилендарского и годы его жизни «1722-1773». Надписи по кругу: вверху «ПАИСИЙ ХИЛЕНДАРСКИ», внизу — «БЪЛГАРИЯ»               |             |          |                                        |                                                            |             |                             |                               |
| Реверс. Цифра «2», внизу по дуге надпись заглавными буквами «ЛЕВА», ниже правее — год чеканки                                                         |             |          |                                        |                                                            |             |                             |                               |

#### Памятные монеты IV лева
В 2004, 2005 и 2007 годах были выпущены юбилейные 50 стотинок, посвященные темам «Болгария в НАТО», «Ассоциация с ЕС» и «Болгария в ЕС».
| Номинал | Диаметр, мм | Масса, г | Толщина, мм | Металл   | Гурт     | Оборотная сторона |
| ------- | ----------- | -------- | ----------- | -------- | -------- | --- |
| 50      | 22,5        | 5        | 1,7         | Cu-Zn-Ni | рубчатый | Число «50», ниже — год чеканки, внизу по дуге надпись заглавными буквами «СТОТИНКИ», вверху по дуге — 12 звёзд Европейского союза |

| Название                               | Лицевая сторона | Год выпуска | Тираж     | Дизайн                                          | Изображение монеты |
| -------------------------------------- | --- | ----------- | --------- | ----------------------------------------------- | ------------------ |
| Вступление Болгарии в НАТО в 2004 году | Здание НАТО в Брюсселе, в сторону которого направляется стилизованный болгарский лев. Надписи полукругом: вверху «БЪЛГАРИЯ», внизу — «В НАТО 2004»                                                                              | 2004        | 1 000 000 | Тодор Варджиев                                  |                    |
| Ассоциация Болгарии с ЕС в 2005 году   | Изображение сцены с фрески во фракийской гробнице Казанлык (IV—III вв. до н. э.).По краю монеты 12 звезд Евросоюза и аббревиатура ЕС — EU, вверху слева надпись: «БЪЛГАРИЯ», отделенная от остальной надписи изображением розы. | 2005        | 500 000   | Богомил Николов, Петр Стойков, Владимир Йосифов |                    |
| Вступление Болгарии в ЕС в 2007 году   | В центре — раскрытая древняя болгарская книга на колонне от столицы Первого Болгарского Царства — города Преслава. По краю монеты 12 звезд Евросоюза и надпись «БЪЛГАРИЯ В ЕС»                                                  | 2007        | 500 000   | Богомил Николов, Петр Стойков, Владимир Йосифов |                    |

В 2018 году были выпущены юбилейные 2 лева, посвященные Председательству Болгарии в Совете Европейского союза.
| Название                                                          | Лицевая сторона | Год выпуска | Тираж   | Дизайн         | Аверс | Реверс |
| ----------------------------------------------------------------- | --- | ----------- | ------- | -------------- | ----- | ------ |
| Председательство Болгарии в Совете Европейского союза в 2018 году | В центре логотип Председательства Болгарии в Совете ЕС. Надписи по внешнему кругу: вверху болг. БЪЛГАРСКО ПРЕДСЕДАТЕЛСТВО НА СЪВЕТА НА ЕС — «Председательство Болгарии в Совете ЕC», внизу — «eu2018bg» | 2018        | 500 000 | Ваня Димитрова |       |        |